# Tuleara leptochiloides
Tuleara leptochiloides är en stekelart som beskrevs av Gusenleitner 2000. Tuleara leptochiloides ingår i släktet Tuleara och familjen Eumenidae.

## Underarter
Arten delas in i följande underarter:
- T. l. nigritus
- T. l. nigritus